# Prestmoen
Prestmoen este o localitate din comuna Stjørdal, provincia Nord-Trøndelag, Norvegia, cu o suprafață de 0,19 km² și o populație de 292 locuitori (2013).